# Monoglyphe
Apamea monoglypha · Noctuelle radicée
Espèce
La Monoglyphe ou Noctuelle radicée, Apamea monoglypha, est une espèce de lépidoptères (papillons) de la famille des Noctuidae.

## Biologie
L'imago d’Apamea monoglypha est un papillon uniquement nocturne et est fortement attiré par la lumière. 
Il vole du mois de mai jusqu'au mois d'août, parfois jusqu'en octobre[réf. souhaitée].
La chenille se nourrit de graminées.